# Sébastien Logerot
Pour les articles homonymes, voir Logerot.
Pas d'image ? Cliquez ici

a Compétitions nationales et continentales officielles uniquement.

Dernière mise à jour le 27 février 2012.
Sébastien Logerot, né le 6 janvier 1982, est un joueur de rugby à XV français qui évolue au poste d'ailier. Il commence une carrière d'entraîneur en 2011 avec Sébastien Buada au sein du RC Narbonne.

## Biographie
Sébastien Logerot est titulaire d'un master 1 en préparation physique, d'une licence management du sport (IUP 2) et a obtenu le diplôme d'entraîneur de rugby professionnel (DESJEPS rugby).